# Opius luteiceps
Opius luteiceps är en stekelart som beskrevs av Henry Lorenz Viereck 1905. Opius luteiceps ingår i släktet Opius och familjen bracksteklar. Inga underarter finns listade i Catalogue of Life.